# Ólöf
Ólöf ist ein isländischer weiblicher Vorname.

## Herkunft und Bedeutung
Ólöf ist die moderne isländische Variante des altnordischen Namens Ólǫf, der eine alternative Form zu Ólæif ist. Das männliche Pendant hierzu ist der Name ÓlæifR, auf den auch der männliche isländische Name Ólafur zurückgeht. Etymologisch verwandt sind die Namen Olaf und Oliver. Wie diese geht der Name Ólöf auf den Namen *AnulaiƀaR  zurück, der so viel wie „Nachkomme des Urahns“ bedeutet.
Der Name stand 2012 an 22. Stelle der beliebtesten weiblichen Vornamen Islands.

## Namensträgerinnen
- Ólöf Arnalds (* 1980), isländische Folk- und Indie-Musikerin
- Ólöf Nordal (1966–2017), isländische Politikerin